# اسپکتور

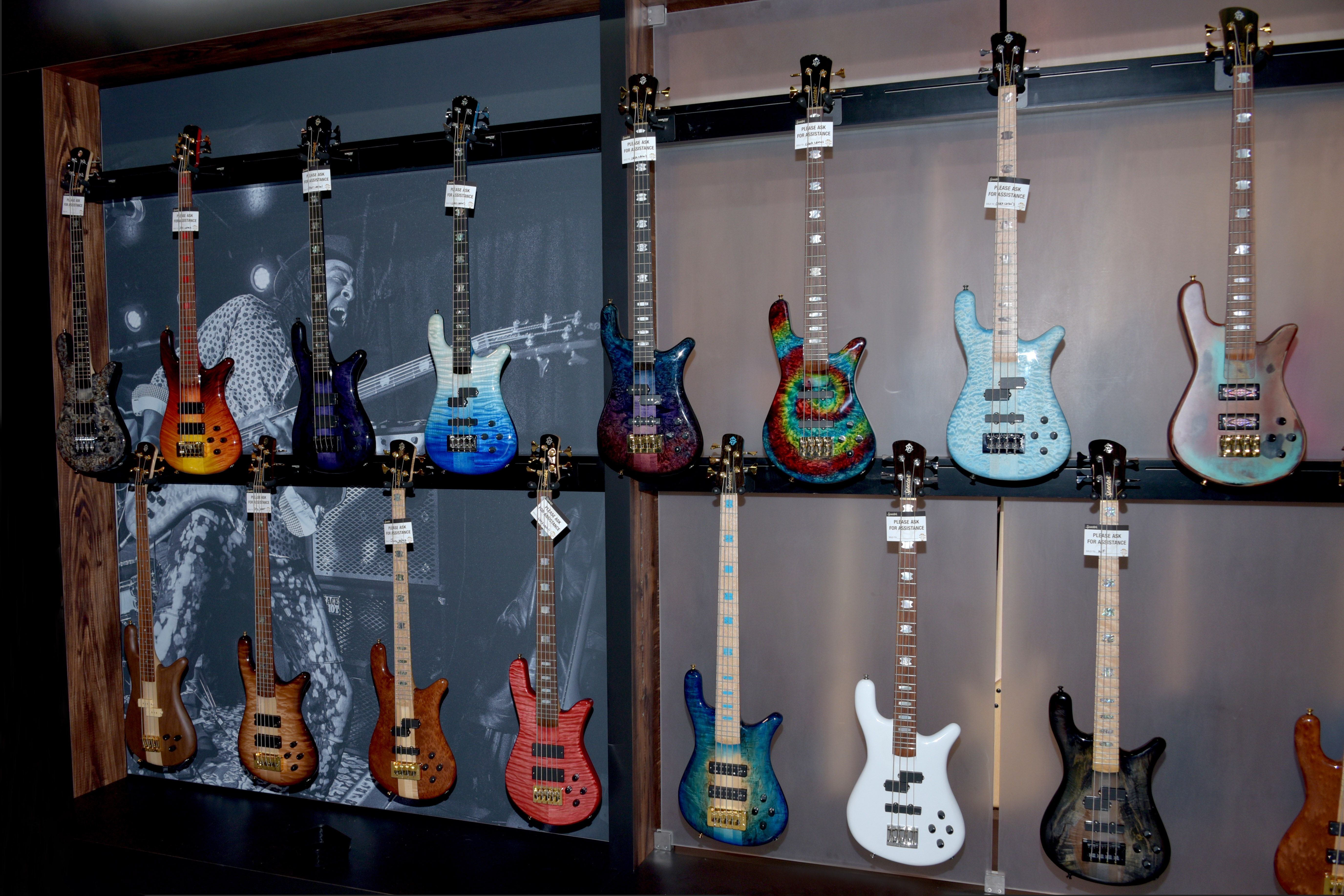
تجهیزات اسپکتور

اسپکتور (انگلیسی: Spector) شرکت تجهیزات موسیقی آمریکایی است، که در سال ۱۹۷۶ تأسیس شد.